# Wilfried Juling

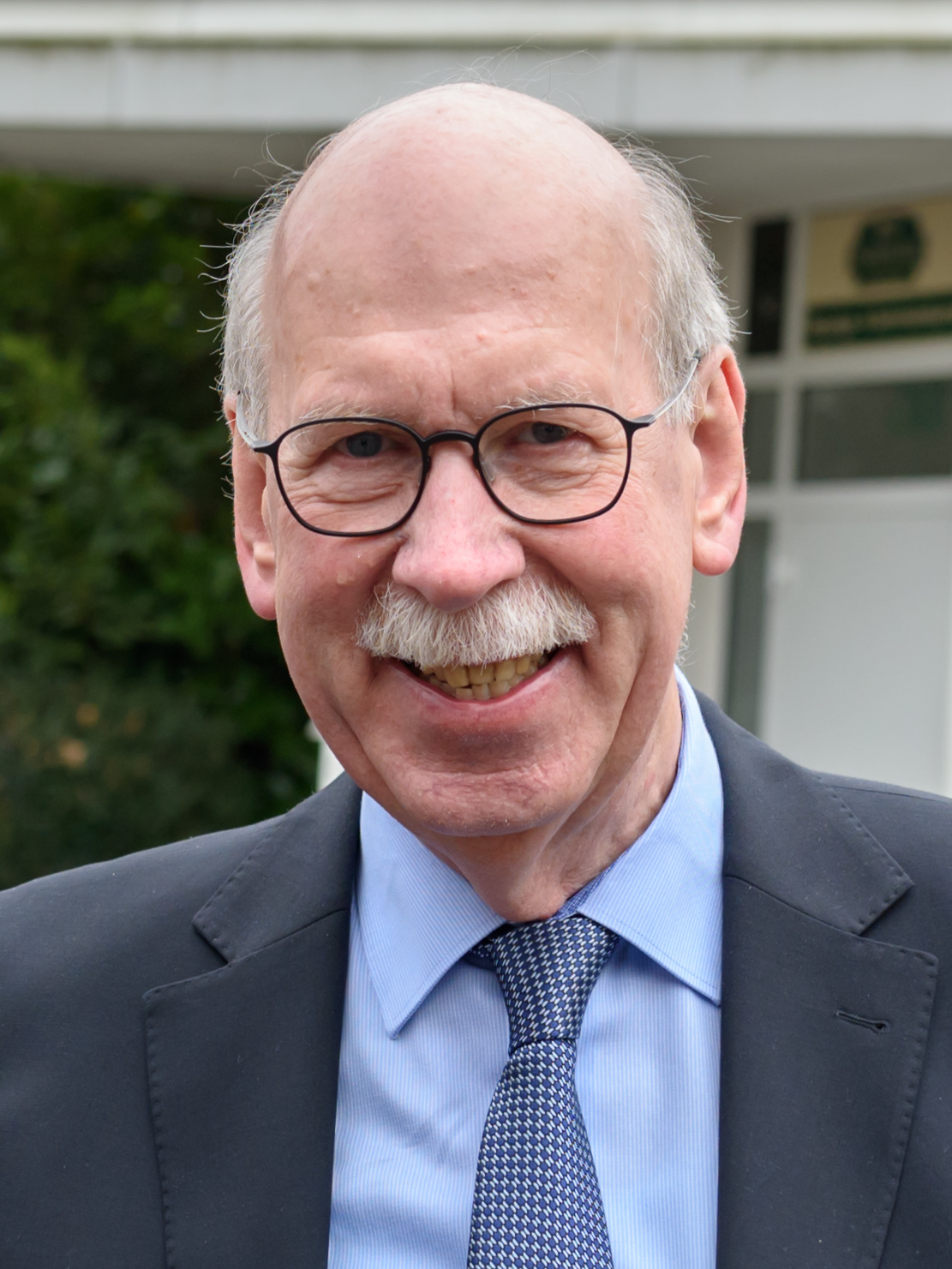
Wilfried Juling (2020)

Wilfried Juling (* 26. September 1949 in Rheine) ist ein deutscher Mathematiker und emeritierter Professor für Informatik am Karlsruher Institut für Technologie (KIT). Er trug maßgeblich zur Entwicklung der Informationstechnologie (IT) an den Hochschulen in Deutschland bei. Seine Forschung und Lehre beschäftigte sich mit IT-Infrastrukturen und IT-Management, Hochleistungsrechnen (HPC) und Big Data, Telematik, Web Engineering sowie Serviceorientierte Architekturen.

## Leben und Wirken
Juling studierte Mathematik an der Rheinisch-Westfälischen Technischen Hochschule (RWTH) Aachen und promovierte dort 1982 auf dem Gebiet der Strömungsmechanik und Gasdynamik am Lehrstuhl für Mechanik. Danach arbeitete er als Wissenschaftlicher Mitarbeiter am Rechenzentrum der RWTH Aachen. 1992 folgte er einem Ruf auf eine Universitätsprofessur für „Super- und Parallelcomputing“ am Fachbereich Informatik der Universität Rostock und übernahm gleichzeitig die Leitung des dortigen Universitätsrechenzentrums. Zum 1. März 1998 berief ihn die Universität Karlsruhe (TH) als Direktor des Rechenzentrums auf den Lehrstuhl für „Rechnersysteme und Infrastruktur der Informationsverarbeitung“ an der Fakultät für Informatik. Von 2008 bis 2010 war er Geschäftsführender Direktor des Scientific Computing Center, dem gemeinsamen IT-Zentrum des Karlsruher Instituts für Technologie (KIT). Von 2010 bis 2013 war er als Chief Science and Information Officer Mitglied des Erweiterten Präsidiums des KIT. Seit dem 1. Januar 2014 leitete er den in der KIT-Aufbauorganisation neuen Bereich II – Informatik, Wirtschaft und Gesellschaft.
Zum Oktober 2015 wurde er in den Ruhestand verabschiedet, war aber noch bis Ende März 2017 Bevollmächtigter für die Informationsverarbeitung des KIT und darüber hinaus Mitglied in der „Ständigen Kommission für Digitale Infrastrukturen“ der Hochschulrektorenkonferenz.
Er war Mitglied in mehreren Gremien, unter anderem von 1999 bis 2005 in der Kommission für Rechenanlagen der Deutschen Forschungsgemeinschaft und von 2004 bis 2012 im Auswahlausschuss der Alexander-von-Humboldt-Stiftung. Von 2005 bis 2011 war er Vorsitzender des Vorstandes des Deutschen Forschungsnetzes. Außerdem hat er mehrfach Beraterfunktionen bei Wirtschaft, Wissenschaft und Ministerien wahrgenommen.

## Ehrungen
Die Alexander-von-Humboldt-Stiftung zeichnete Juling in 2012 mit der Werner Heisenberg-Medaille für seine besonderen Verdienste um die Förderung der internationalen Wissenschaft aus. Im Jahr 2017 wurde ihm durch das KIT der Status ‚Distinguished Senior Fellow‘ zuerkannt, und 2020 wurde ihm die Verdienstnadel des KIT verliehen.

## Ausgewählte Schriften
- Wilfried Juling: Bicharakteristikenverfahren zweiter Ordnung für die Reflexion und Durchdringung von Verdichtungsstössen in stationären, dreidimensionalen Überschallströmungen.   Dissertation. RWTH Aachen, 1983. DNB 840124694.
- W. Juling, K. F. Hanauer: Integration von Informationsversorgung und Informationsverarbeitung an der Universität Karlsruhe (TH). In: Praxis der Informationsverarbeitung und Kommunikation: PIK. Saur, München 3/2002, S. 167–171.
- W. Juling: Zukunftspläne – Integrierte Infrastruktur einer eUniversity. In: Forschung & Lehre. Dt. Hochschulverband, Bonn 06/2003, S. 301–303.
- W. Juling, A. Maurer: Karlsruher Integriertes InformationsManagement. In: Praxis der Informationsverarbeitung und Kommunikation: PIK. Saur, München 3/2005, S. 169–175.
- W. Juling, H. Hartenstein, A. Maurer: Karlsruher Integriertes Informations-Management – KIM. In: A. Degkwitz, P. Schirmbacher (Hrsg.): Informationsinfrastrukturen im Wandel – Informationsmanagement an deutschen Universitäten. Bock + Herchen Verlag, 2007, S. 222–248.
- W. Juling, H. Hartenstein, A. Maurer: Integriertes Informationsmanagement und zugehörige Dienstestruktur. In: R. Keil, M. Kerres, R. Schulmeister (Hrsg.): eUniversity – Update Bologna. Waxmann, 2007, S. 161–173.